# 黄庭观
黄庭观位于湖南省南岳衡山集贤峰下，是湖南省重点文物保所单位之一。

## 历史沿革
黄庭观始建于唐初开德元年（公元816年），五代时名魏阁，后宋徽宗赐名“黄庭观”至今。
2011年，黄庭观被列为湖南省文物保护单位。